# Ментухотеп III
Санхкара Ментухотеп III — фараон Древнего Египта, правивший приблизительно в 2004 — 1992 годах до н. э., из XI династии.

## Царствование

### Вступление на престол и срок правления

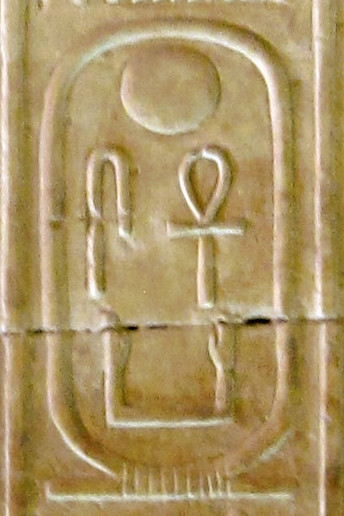
Картуш Санхкара в Абидосском списке фараонов (№ 58)

Ментухотеп III упоминается в Абидосском (№58) и Саккарском списке фараонов под именем Санхкара. Оба списка помещают его вслед за Небхепетра (Ментухотепом II), который был его предшественником и, вероятно, отцом. Карнакский царский список, возможно, упоминает его под именем Сенеферкара (№30). В Туринском царском папирусе его имя сохранилось не полностью, можно прочесть только Санх…, но зато читаемы года правления составляющие 12 лет.
Когда великий Небхепетра Ментухотеп II умер, он оставил своему преемнику объединённое государство, где все правительственные ведомства действовали без помех, а крупные знатные семьи на всей территории страны были преданы царю и довольны жизнью. Размеры и великолепие городов возросли, в столице — Фивах — уже было множество храмов и памятников, а люди могли жить в мире и покое.
Последним годом его правления, о котором есть сведения, стал 8-й, и не похоже, будто он занимал трон намного дольше этого. Ныне большинство египтологов принимают длительность его правления в 12 лет, ориентируясь в данном случае на Туринский царский папирус. Однако найдены несколько фрагментов, связанных с празднованием его юбилея. Поскольку царский юбилей в Древнем Египте обычно (если не всегда) отмечали на 30-м году после того, как фараона ещё до своего вступления на престол провозглашали наследником, то Санхкара был объявлен таковым примерно в середине долгого правления своего отца. Свидетельства об этом юбилеи профессор Питри обнаружил на вершине огромного холма к северо-востоку от входа в Долину царей. Здесь фараон приказал построить из камня и кирпича небольшой храм, где стоял каменный саркофаг. Возможно, как полагает профессор Питри, это было что-то вроде кенотафа, или гробницы для его духа.

### Артефакты правления Санхкара Ментухотепа III

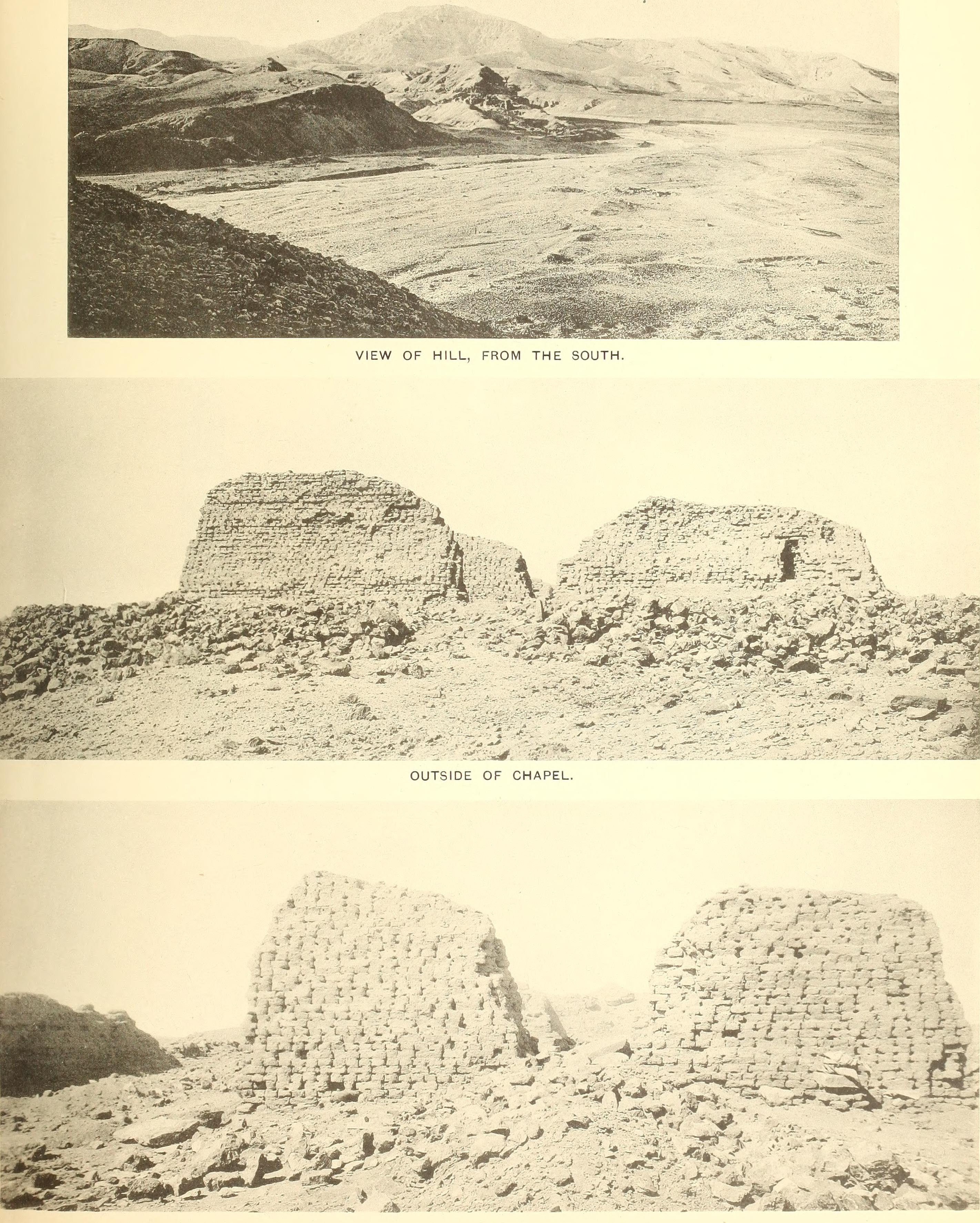
Храм Санхкара на вершине холма

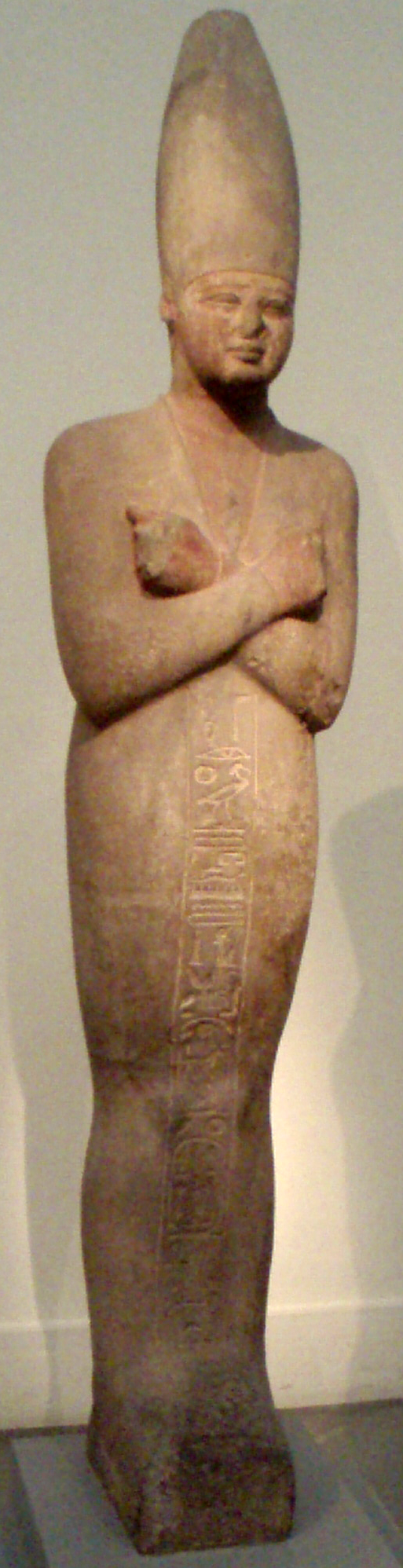
Статуя фараона Ментухотепа III в образе Осириса

В Абидосе были обнаружены остатки храма, построенного этим фараоном на месте разрушенной часовни VI династии. Обломки возведённого им храма найдены на Элефантине. В Арманте (Гермонтисе) — родном городе его предков — фараон также построил храм. Один из известняковых блоков этого здания был украшен прекрасными рельефами, изображающими царя перед богиней Уаджит, а также исполняющим религиозный танец, возможно, перед богом плодородия Мином. В Карнаке Легрен обнаружил нижнюю часть коленопреклонённой статуи этого царя превосходного качества (хранится в Каирском музее, №42006). Видерманн упоминает о статуе фараона, обнаруженной в Саккаре, однако, где она находится сейчас, установить не удалось. На скалах в Шатт-эль-Ригаль, где его отец велел изобразить себя с зависимым правителем Интефом, Санхкара представлен на троне, рядом с которым сидит его собака. Перед ним изображены два вельможи, одним из которых является наследный князь Джхути, возможно владыка Нубии. Они выражают фараону почтение, а двое помощников подносят ему газель. В Каирском музее хранится алебастровая палетка с его именем, где царь назван «любимым Монту, богом Фив». Она обнаружена в северной части фиванского некрополя и могла происходить из тайника, заложенного при основании некоего построенного здесь храма.

### Экспедиция в Пунт

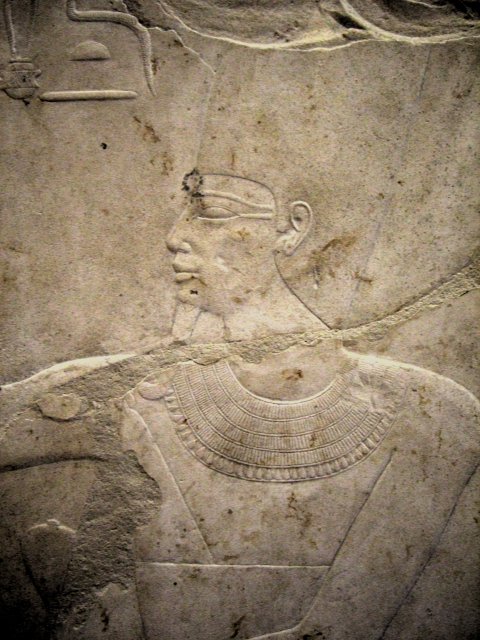
Рельеф изображающий Монтухотепа III. Происходит из храма Монту в Медамуде. Ныне хранится в Лувре

Эти разнообразные источники показывают, что фараон был активным в строительстве и управлении. Однако самая важная информация об этом обнаружена в надписи, высеченной на скалах Вади-Хаммамат — далеко в Восточной пустыне, на пути между Нилом и Красным морем. Здесь высокопоставленный чиновник по имени Хену оставил надпись, повествующую о том, как он пересёк пустыню, двигаясь к Красному морю, и отправил экспедицию в Пунт — страну богов, находящуюся далеко на юге на побережье Красного моря и знаменитую растущими там босвеллиями. Хену во главе отряда в 3 тысячи человек — солдат, матросов и рабочих — выступил из Коптоса и двинулся к Красному морю, по дороге отражая набеги кочевников. Для того чтобы сделать дорогу через пустыню безопасной и легко проходимой, Хену повелел выкопать 22 колодца, около которых были устроены колонии. Достигнув моря в районе современного города Эль-Кусейра, Хену построил корабль, который послал в Пунт. Поскольку в конце Вади-Хаммамата берег Красного моря довольно пустынен, можно предположить, что помимо продовольствия войско везло с собой корабль в разобранном виде, собрав который можно было пересечь море и достигнуть цели похода. Дождавшись возвращения корабля он вернулся, сделав остановку в знаменитых каменоломнях Вади-Хаммамат, чтобы вырезать несколько блоков брекчии для изготовления статуй в царском храме. Надпись датируется 8-м годом правления, 3-м днём 1-го месяца 3-го сезона.
Ещё одним источником информации об этом правлении являются письма, обнаруженные экспедицией нью-йоркского Метрополитен-музея в гробнице вельможи Ипи в Фивах. Автором этих писем был Хеканахт, ответственный за заупокойные подношения, иными словами, за поместья, оставленные Ипи для обеспечения своих погребальных и заупокойных служб, и за приобретение жертвоприношений для души. Два письма датированы: одно относится к 9-му дню 2-го месяца 3-го сезона 5-го года правления Санхкара, а второе — 8-му году (то есть тому самому году, когда Хену отправился в страну Пунт). В этих письмах, помимо содержания всевозможных домашних поручений, упоминается голод царивший в Египте, из-за неурожая вследствие низкого разлива Нила.

### Имена фараона
Вступив на престол Ментухотеп, «Бог Монту доволен», принял тронное имя Санхкара, которое означало «Оживший дух солнечного бога», а в качестве хорового имени его звали Санхтауиф, «Ожививший Обе земли свои».
| G5 |

| G5 |

| S29 | S34 | N17 · N18 · I9 |

| S29 | S34 | N17 · N18 · I9 |

| G16 |

| G16 |

| S29 | S34 | N17 · N18 · I9 |

| S29 | S34 | N17 · N18 · I9 |

| G8 |

| G8 |

| R4 · G5s · S12 |

| R4 · G5s · S12 |

| U22 · G5s · S12 |

| U22 · G5s · S12 |

| nswt&bity |

| nswt&bity |

| N5 | S29 | S34 | D28 |

| N5 | S29 | S34 | D28 |

| N5 | S29 | S34 | D28 |

| N5 | S29 | S34 | D28 |

| N5 | S29 | S34 | D28 |

| N5 | S29 | S34 | D28 |

| N5 | S29 | S34 | D28 |

| N5 | S29 | S34 | D28 |

| N5 | S29 | F35 | D28 |

| N5 | S29 | F35 | D28 |

| N5 | S29 | F35 | D28 |

| N5 | S29 | F35 | D28 |

| N5 | S29 | F35 | D28 |

| N5 | S29 | F35 | D28 |

| N5 | S29 | F35 | D28 |

| N5 | S29 | F35 | D28 |

| G39 | N5 |

| G39 | N5 |

| Y5 · N35 · V13 | G43 | R4 · X1 · Q3 |

| Y5 · N35 · V13 | G43 | R4 · X1 · Q3 |

| Y5 · N35 · V13 | G43 | R4 · X1 · Q3 |

| Y5 · N35 · V13 | G43 | R4 · X1 · Q3 |

| Y5 · N35 · V13 | G43 | R4 · X1 · Q3 |

| Y5 · N35 · V13 | G43 | R4 · X1 · Q3 |

| Y5 · N35 · V13 | G43 | R4 · X1 · Q3 |

| Y5 · N35 · V13 | G43 | R4 · X1 · Q3 |

### Строительство некрополя и смерть царя

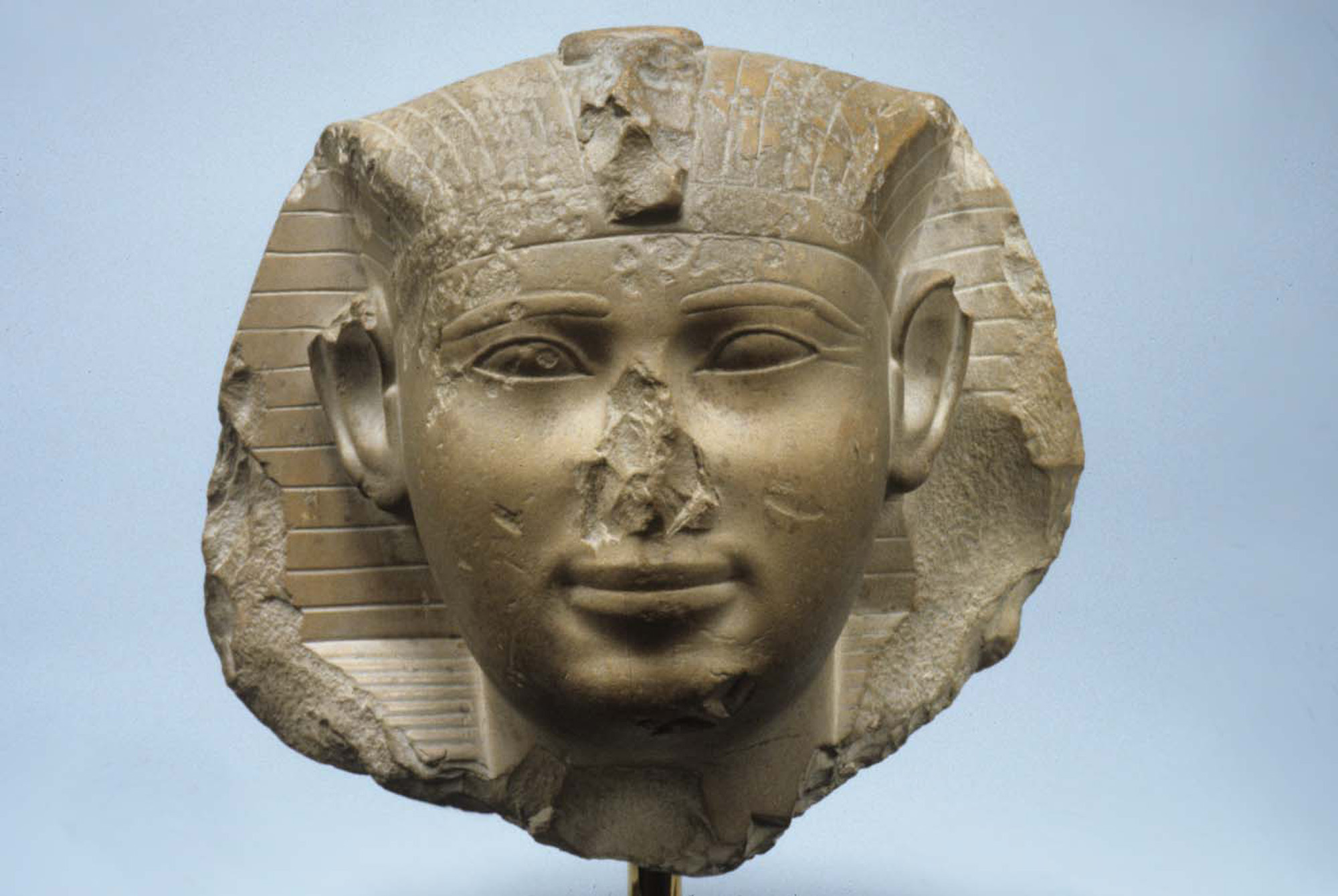
Голова статуи фараона, возможно, Санхкара Ментухотепа III. Метрополитен-музей, Нью-Йорк

Ментухотеп III попытался скопировать некрополь Ментухотепа II в Дейр-эль-Бахри. С этой целью, к югу от поминального комплекса отца, у подножия скал за пустынным холмом, который в наше время называется Шейх Абд эль-Курна были проведены грандиозные строительные работы по выравниванию площадки для будущего храма. Здесь же располагался вход в подземную усыпальницу. При этом была заложена огромная прямая дорога, ведущая через пустынную долину вниз к кромке полей, к тому месту, где впоследствии был построен храм, известный ныне как Рамессеум. Общий план был достоин великого фараона. Однако все работы были приостановлены и не завершены в связи со смертью правителя. Существует вопрос, был ли Санхкара Ментухотеп III когда либо погребён здесь. Остатки жертвоприношений пяти быков, обнаруженные над входом в усыпальницу, могут свидетельствовать об этом. Существуют также доказательства, что усыпальница была запечатана.
| XI династия                   |                                                                         |                         |
| Предшественник: Ментухотеп II | фараон Египта ок. 1995 — 1983 до н. э. (правил приблизительно 8—12 лет) | Преемник: Ментухотеп IV |